# Xestocephalus magnificus
Xestocephalus magnificus är en insektsart som beskrevs av Evans 1966. Xestocephalus magnificus ingår i släktet Xestocephalus och familjen dvärgstritar. Inga underarter finns listade i Catalogue of Life.